# E551
E551 eller Europaväg 551 är en 110 kilometer lång europaväg som går från České Budějovice till Humpolec i Tjeckien. 

## Sträckning
České Budějovice - Humpolec

## Standard
Vägen är landsväg hela sträckan.

## Anslutningar till andra europavägar
- E55
- E49
- E50
- E65